# ولتون، ایست رادینگ آو یورک‌شر
ولتون (به انگلیسی: Welton) یک روستا و محله مدنی در بریتانیا است که در East Riding of Yorkshire واقع شده‌است. ولتون ۲٬۱۷۶ نفر جمعیت دارد.